# Marianne Kneisel
Marianne Kneisel (* 10. März 1897 in Boston; † 1. März 1972 in Blue Hill, Maine) war eine US-amerikanische Geigerin und Musikpädagogin.
Die Tochter des Geigers Franz Kneisel und der Violinvirtuosin Marianne Thoma begann ihre musikalische Ausbildung neunjährig am Institute of Musical Arts (heute Juilliard School) in New York, wo sie nach dem Abschluss im Alter von 25 Jahren zu unterrichten begann. Zur gleichen Zeit gründete sie das Marianne Kneisel String Quartet, mit dem sie 25 Jahre lang auftrat.
1922 ließ ihr Mann Felix Kahn, ein Bruder des Bankiers Otto Hermann Kahn, für ihren Vater in Blue Hill (Maine) die Kneisel Hall bauen. Diese baute sie anlässlich des 25. Todestages ihres Vaters 1951 zu einer Konzerthalle aus und gründete dort 1953 mit dem Pianisten Artur Balsam, dem Geiger Joseph Fuchs und der Bratschistin Lillian Fuchs die Kneisel Hall Chamber Music School, die sie bis zu ihrem Tod leitete.